# Tau Geminorum
Tau Geminorum (τ Geminorum / τ Gem) è un sistema stellare situato nella costellazione dei Gemelli di magnitudine apparente +4,42, distante 321 anni luce dal sistema solare. È formato da una gigante arancione e da una nana bruna, scoperta nel 2004, che le orbita attorno in circa 305 giorni.

## Caratteristiche fisiche
τ Geminorum è classificata come gigante arancione di tipo spettrale K2III, che ha terminato l'idrogeno nel suo nucleo da fondere in elio, entrando negli ultimi stadi della sua esistenza. Ha una massa circa il doppio di quella del Sole, mentre entrando nello stadio di gigante ha aumentato il raggio a circa 30 volte quello solare e la sua luminosità a oltre 300 volte quella del Sole.
τ Geminorum è anche una sospetta variabile, con la magnitudine che oscilla da 3,37 a 4,42.

## Compagne
Nel 2004 l'analisi della velocità radiale della stella ha portato alla scoperta di una nana bruna avente una massa 18 volte quella di Giove, una massa nettamente troppo bassa per innescare la fusione dell'idrogeno come accade nelle stelle, ma superiore alle 13 masse gioviane, sufficiente per innescare la fusione del deuterio, fatto che distingue le nane brune dai pianeti. Ruota attorno alla gigante in 305 giorni, a una distanza media di 0,88 UA.
Ci sono visivamente un paio di stelle vicine a τ Geminorum, entrambe nane arancioni, anche se non è certo che esse siano gravitazionalmente legate alla principale. La componente B, di undicesima magnitudine, è separata da poco meno di due secondi d'arco da A, e dista da essa 187 UA, impiegando 1450 anni a orbitarle attorno. La componente C invece, separata da A di 59", dista dalla principale 5800 UA e impiega 250.000 anni a orbitarle attorno.